# 愛敬正元
愛敬 正元（あいきょう まさもと、天保2年（1831年） - 明治9年（1876年）11月3日）は、幕末から明治時代の神職。幼名は亀助、のち左司馬。

## 経歴・人物
肥後国代継宮の祠官幼名は亀助、のち左司馬。熊本藩の国学者林桜園に学び、尊王攘夷運動に加わる。明治9年（1876年）神風連の乱に長男の元吉と共に参加するが敗れ、同年11月3日筑前三国峠にて自刃した。 